# Phosphohedyphane
La phosphohedyphane est une espèce minérale  composée de chloro-phosphate anhydre de plomb et de calcium. Il fait partie du groupe de l’apatite. Ce nouveau minéral est en fait la reconnaissance de la polysphaerite qui jusqu’alors avait été considérée comme une simple variété de pyromorphite.

## Historique de la description et appellations

### Inventeur et étymologie
Décrit par Kampf, A.R., I.M. Steele, & R.A. Jenkins (2006), le nom dérive du minéral hedyphane et de la composition chimique.

### Topotype
GisementMine Capitana, Province de Copiapó, Région d'Atacama, Chili.
ÉchantillonsLe spécimen type est déposé au Natural History Museum of Los Angeles County.

### Synonymie[3]
- calcium-pyromorphite
- nussièrite, (Armand Dufrénoy, 1835)[4]
- polysphaerite (Johann August Friedrich Breithaupt, 1849)[5]

## Caractéristiques physico-chimiques

### Cristallochimie
- Elle fait partie du super-groupe de l'apatite et particulièrement du sous-groupe de la svabite.

Groupe de la svabite
- Hedyphane Pb3Ca2(AsO4)3Cl
- Phosphohedyphane Ca2Pb3(PO4)3Cl
- Svabite Ca5(AsO4)3F

### Cristallographie
- Paramètres de la maille conventionnelle : {\displaystyle a} = 9,857 Å, {\displaystyle c} = 7,13 Å ; Z = 2 ; V = 599,94 Å3
- Densité calculée = 5,91 g cm−3

## Gîtes et gisements

### Gîtologie et minéraux associés
Gîtologiedans les minéralisation secondaires des zones d’oxydation des gisements de Cu-Pb-Ag.
Minéraux associésquartz, duftite, bayldonite, willémite

### Gisements remarquables
- Angleterre

Higher Roughton Gill, Caldbeck Fells, North and Western Region (Cumberland), Cumbria,
- France

Mine de Saint-Salvy, Saint-Salvy-de-la-Balme, Tarn, Midi-Pyrénées, France
Mine Nuissière, Chenelette, Beaujeu, Rhône
États-Unis
Silver Coin Mine, Valmy, Iron Point District, Comté de Humboldt, Nevada